# Bajdeľ
Bajdeľ je chráněný areál v bratislavské městské části Podunajské Biskupice v okrese Bratislava II v Bratislavském kraji. Území bylo vyhlášeno či novelizováno v roce 1988 a jeho rozloha je 8,68 hektaru. Předmětem ochrany je lokalita porostu topolu bílého (Populus alba), která je pozůstatkem původního tvrdého lužního lesa s charakteristickým bylinným patrem.